# Нарікашвілі Сергій Павлович
Нарікашвілі Сергій Павлович (24 грудня 1906, Тбілісі, Грузія —1992) — грузинський нейрофізіолог, член-кореспондент АН Грузинської РСР (1961), доктор медичних наук.

## Біографія
Сергій Нарікашвілі закінчив 1927 року Тбіліський державний університет, був учнем Івана Беріташвілі. У 1938—1940 роках працював в Інституті фізіології АН СРСР під керівництвом Леона Орбелі. З 1943 року працював в Інституті фізіології Грузинської РСР, завідував лабораторією кірково-підкіркових стосунків, у 1953-1970 роках був його директором.
Член Міжнародної організації з досліджень мозку.

## Науковий внесок
Вивчав роль зв'язків між корою головного мозку та таламуса в формуванні електроенцефалограми. Вивчав функцію мозочка при рухах тварин. Дослідив механізми роботи зорового аналізатора
Автор праць у галузі спортивної фізіології.